# Santa Croce sull’Arno
Santa Croce sull’Arno ist eine italienische Gemeinde mit 14.754 Einwohnern (Stand 31. Dezember 2023) in der Provinz Pisa in der Region Toskana.

## Geografie
Die Gemeinde erstreckt sich über ca. 17 km². Sie liegt ca. 45 km westlich der Regionalhauptstadt Florenz und 30 km östlich der Provinzhaupt Pisa am Arno. Einziger Ortsteil von Santa Croce ist Staffoli, der als Exklave nicht an den Hauptort angebunden ist. Das dazwischenliegende Gebiet gehört zur Gemeinde Castelfranco di Sotto.
Die Nachbargemeinden sind Castelfranco di Sotto, Fucecchio (FI) und San Miniato.

## Geschichte

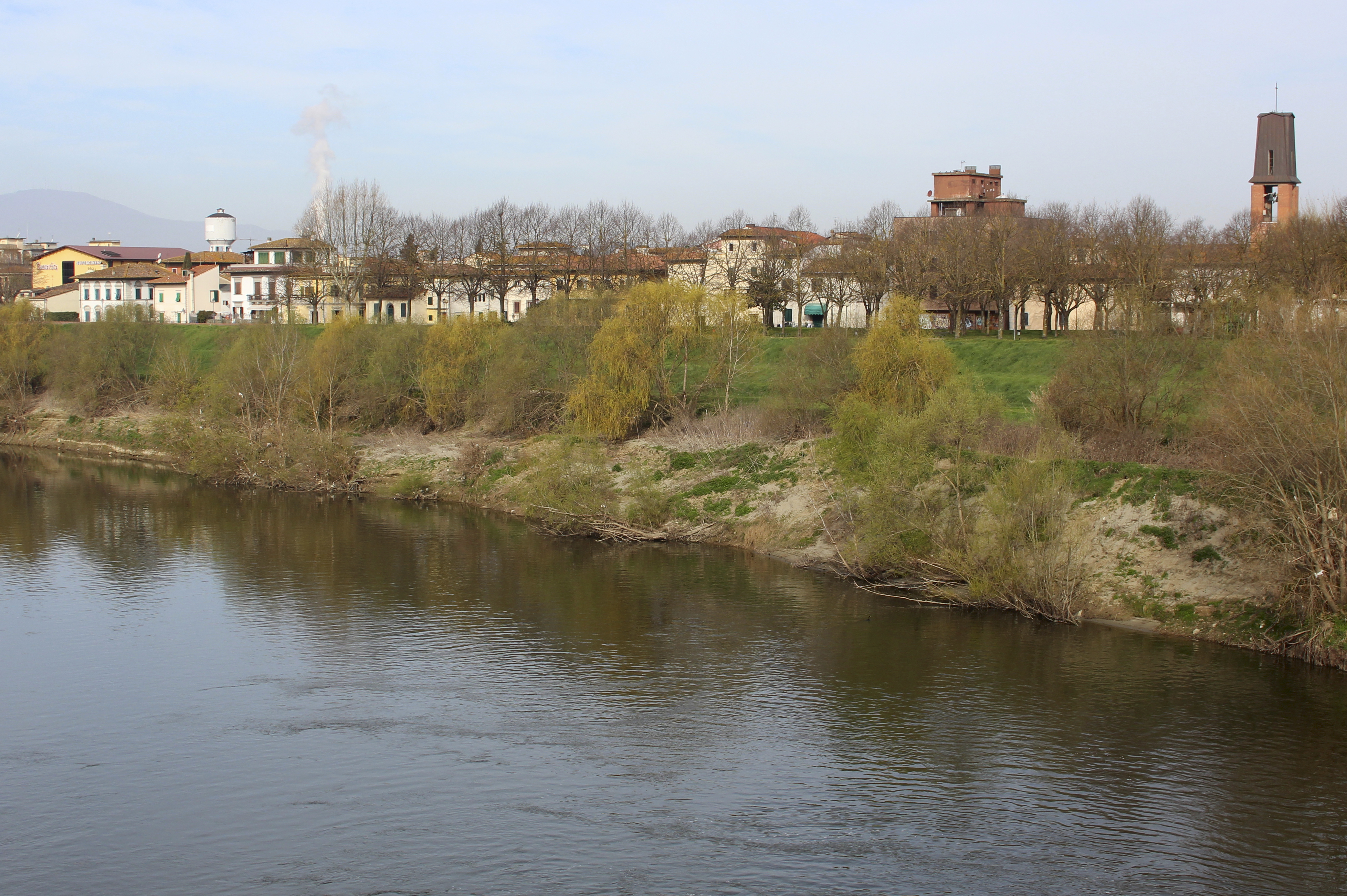
Santa Croce sull’Arno

Der heutige Ortskern wurde bereits von den Focolesi bewohnt, die, aus dem Elsatal kommend, auf der Flucht vor den Goten und Langobarden Zuflucht am Arno suchten, wie Schriften in der Biblioteca Riccardiana di Firenze aufzeigen. Name der damaligen Siedlung war Viniale bzw. Vignale. Östlich davon befand sich Siedlung Villa'Elmo. Der Ortsname entstammt wahrscheinlich einer byzantinischen Krypta, die von Emigranten aus Lucca unter dem Namen Volto Santo bzw. Santa Croce (heiliges Kreuz) errichtet wurde. Bis zum 10. Jahrhundert war der Ort nicht mehr als eine Ansammlung von Häusern, die von den Grafen Cadolingi dei Borgonuovo kontrolliert wurde, bis Graf Kadulo dei Cadolingiche die vier Pfarrgemeinden San Vito, San Tommaso, Sant’Andrea und San Donato errichtete. 1240 wurde in Santa Croce die heutige Schutzheilige des Ortes, Santa Cristiana, damals noch unter dem Namen Oringa Menabuoi, geboren. Trotz der eigenen Neutralitätserklärung geriet der Ort im 13. Jahrhundert in den Konflikt von Ghibellinen und Guelfen und in die Gebietsstreitigkeiten von Florenz, Genua, Lucca und Pisa. Nach der Niederlage von Ugolino della Gherardesca in der Seeschlacht bei Meloria 1284 wurde dieser zwar zum Podestà ernannt, musste aber die Orte Santa Croce sowie Fucecchio, Montecalvoli und Santa Maria a Monte an Florenz abtreten. Unter der Herrschaft von Florenz besaß der Ort wie die umliegenden Gemeinden eine gewisse Autonomie von Florenz. In dieser Zeit wurde die Stadtmauer mit vier Türmen und den beiden Stadttoren (Porta guelfa in Richtung Florenz und Porta ghibellina in Richtung Pisa) errichtet. Die ersten Dokumente, die den Ort unter dem Namen Santa Croce erwähnen, stammen von 1284. In ihnen wird er als autonome Kommune unter der Gerichtsbarkeit von Florenz erwähnt. Uguccione della Faggiola eroberte 1314 Lucca und dabei auch die Gegend um Santa Croce, die Pisaner Besetzung hielt aber nur zwei Jahre an. Trotz des Friedensvertrages von 1317 von Robert von Anjou griff Castruccio Castracani von 1320 bis 1325 Florenz mehrmals an und Santa Croce wurde abermals von Lucca besetzt. Um 1330/33 begab sich Santa Croce freiwillig unter die Protektion von Florenz und mit diesen gelangte der Ort ins Herzogtum Toskana, bis er 1799 von den Napoleonischen Truppen besetzt wurde. Nach dem Abzug der Franzosen 1814 wurde 1847 die Ferrovia Leopolda fertiggestellt, eine Eisenbahnlinie, die bis nach Empoli führte und die Herrschaft der Habsburg-Lothringer bis 1852 mit sich brachte. Danach trat der Ort mit der Toskana in das Königreich Italien ein. Durch die Gebiets- bzw. Provinzreform 1925 unter Mussolini wechselten einige Orte der Provinz Pisa zur Provinz Livorno, im Gegenzug erhielt die Provinz Pisa die Orte Castelfranco di Sotto, Montopoli in Val d’Arno, Santa Maria a Monte, San Miniato und Santa Croce sull’Arno. Heute gehört der Ort zu den größten Gerberzentren der Welt.

## Sehenswürdigkeiten

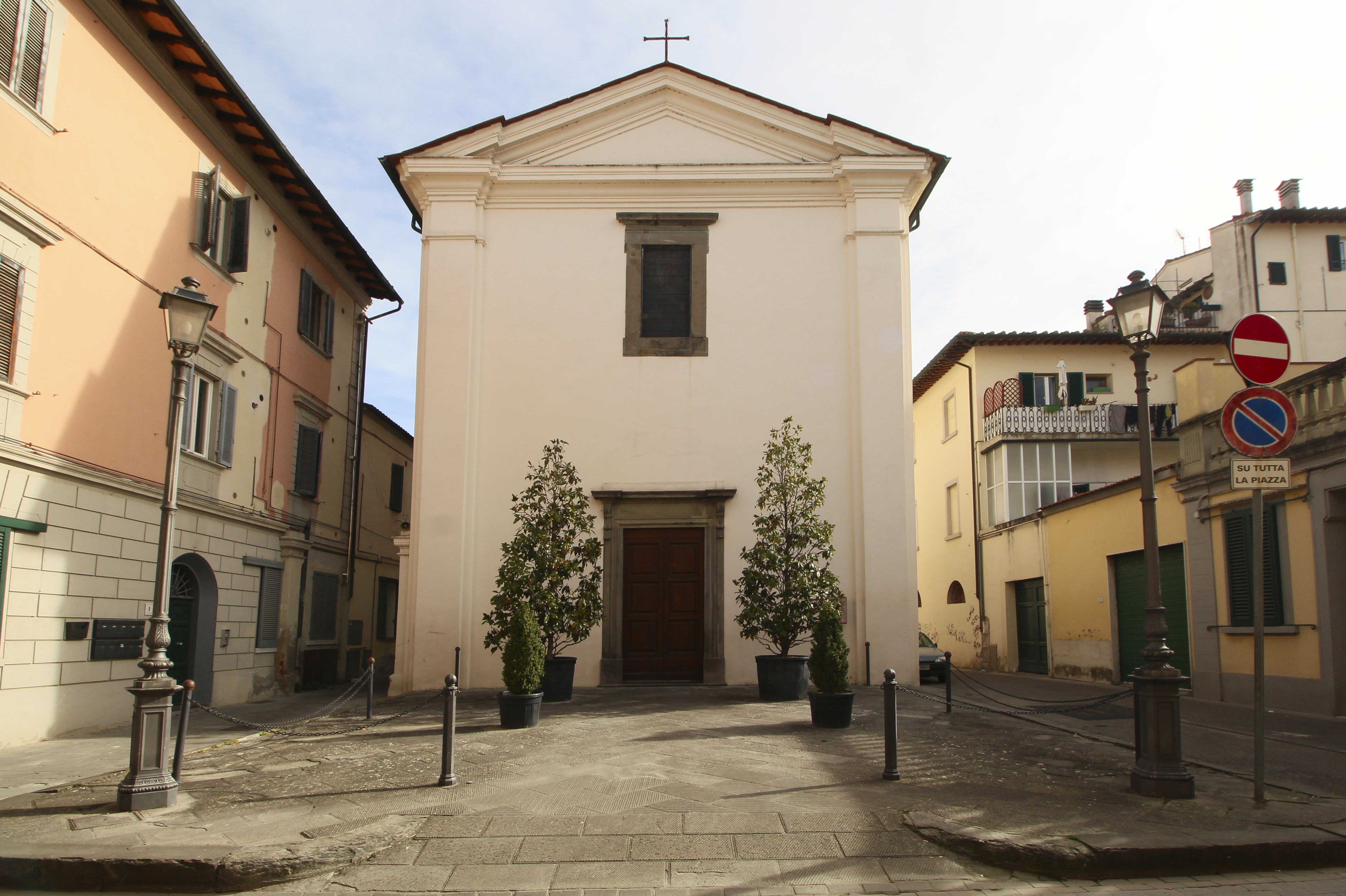
Chiesa di Santa Cristiana

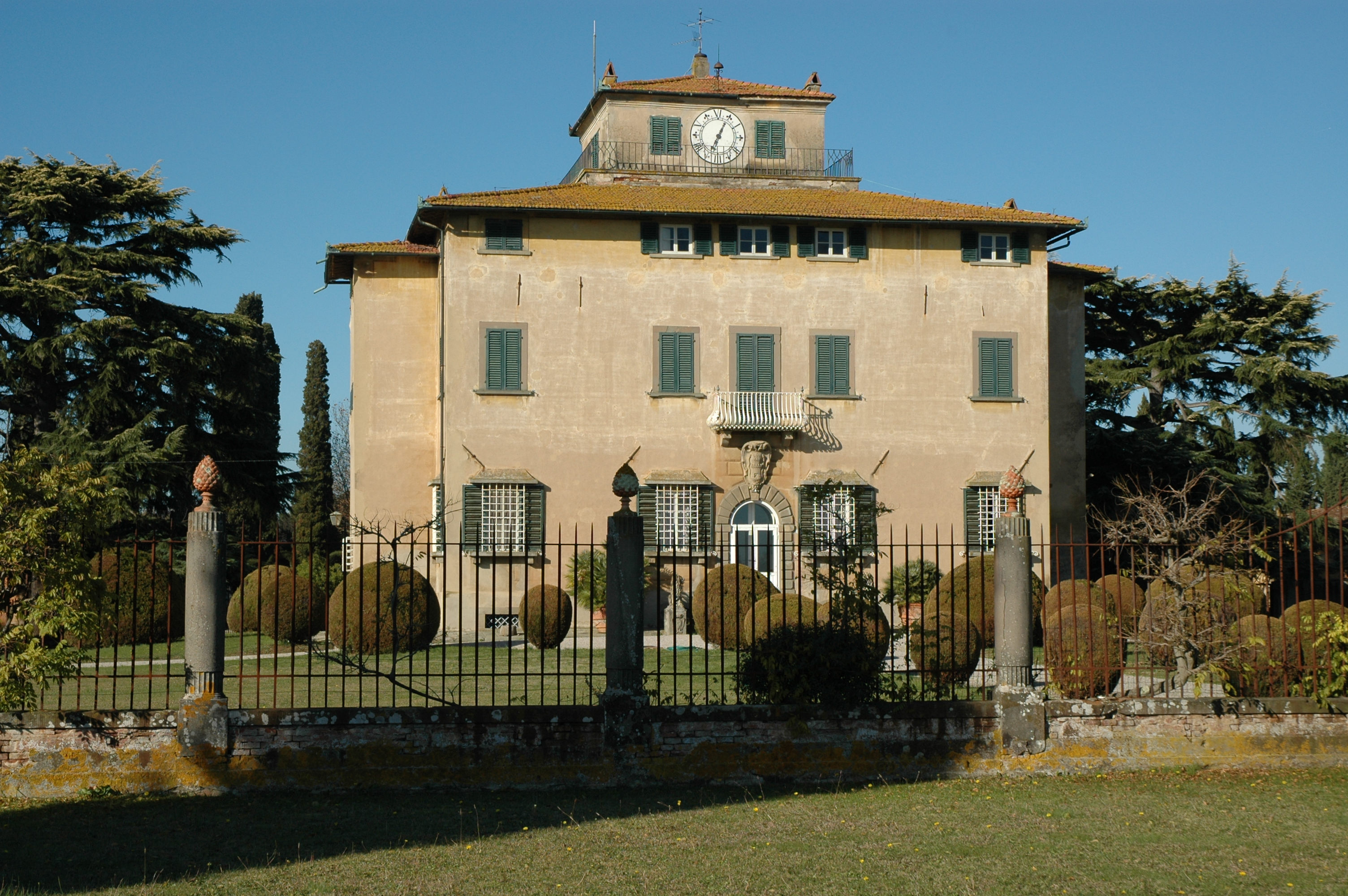
Villa Vettori Bargagli in Santa Croce sull’Arno

- Chiesa di Santa Cristiana, 1711 entstandene Kirche, die über einem Oratorium aus dem 13. Jahrhundert entstand. Enthält Fresken von Antonio Domenico Bamberini (1666–1741).
- Chiesa di San Rocco, 1658 erbaute Kirche
- Collegiata di San Lorenzo, 13. Jahrhundert
- Chiesa di San Michele Arcangelo, Kirche im Ortsteil Staffoli
- Teatro Verdi, 1902 eröffnet
- Villa Vettori Bargagli

## Verkehr
- Santa Croce sull’Arno liegt an der Strada di grande comunicazione Firenze-Pisa-Livorno.

## Söhne und Töchter der Stadt
- Oringa Menabuoi (1237–1310), Selige
- Giovanni Lami (1697–1770), Rechtsgelehrter, Philologe und Bibliothekar
- Cristiano Banti (1824–1904), Maler
- Don Backy (* 1939), Sänger und Filmschauspieler